# Juan Chang
Juan José Chang (n. 17 de noviembre de 1987, Heidelberg, Alemania Occidental) es un exfutbolista y entrenador alemán con ascendencia guatemalteca-salvadoreña actualmente es dirigente de las selecciones juveniles de la selección nacional femenina de fútbol de Samoa. que se desempeña como delantero su último equipo fue el Canterbury United Dragons de Nueva Zelanda.
Chang nació en Alemania Occidental, pero creció en la Ciudad de Guatemala, su padre es salvadoreño y su madre guatemalteca también es de ascendencia china, ha jugado para varios equipos en Estados Unidos, Guatemala, España y Nueva Zelanda.

## Clubes
| Club                      | País           | Año           |
| ------------------------- | -------------- | ------------- |
| Cascade Range             | Estados Unidos | 2009          |
| Rochester Thunder         | Estados Unidos | 2010          |
| Antigua GFC               | Guatemala      | 2011          |
| Aurora Fútbol Club        | Guatemala      | 2012-2013     |
| CE Tecnofútbol            | España         | 2013-2014     |
| Western Suburbs           | Nueva Zelanda  | 2015          |
| Canterbury United Dragons | Nueva Zelanda  | 2015-presente |